# Eleutherodactylus karlschmidti
El coquí palmeado (Eleutherodactylus karlschmidti) es una especie de anfibio de la familia Eleutherodactylidae. Es la especie de coquí de mayor tamaño en Puerto Rico. 
Las hembras pueden llegar a medir hasta 80 mm. Es gris negruzco con moteado amarillento en los flancos. Tiene saco vocal bilobulado. Se alimenta principalmente de insectos, son preferencia dípteros y también consume arácnidos, miriápodos, crustáceos y moluscos.
Es la única especie en la isla (y una de las pocas del género Eleutherodactylus) que posee membranas entre los dedos. Los coquíes, generalmente,  no las tienen y de ahí el nombre del género ("Eleutherodactylus" = dedos libres). Las especies de este género que poseen membranas son especies semi-acuáticas, cual es el caso del coquí palmeado.
Fue una especie muy abundante a orillas de los ríos de El Yunque y El Verde. A pesar de haber sido buscado intensamente, no ha sido visto ni escuchado desde 1974 y es posible que esté extinto.